# Yancheng, Luohe
Yancheng, även känt som Yencheng, är ett stadsdistrikt och säte för stadsfullmäktige i Luohe i Henan-provinsen i norra Kina.
Yancheng var tidigare ett härad som kunde spåra sin historia tillbaka ända till Handynastin. Orten fick sitt nuvarande namn under Suidynastin. 1949 blev häradet centralort i den nybildade staden Luohe.